# 罗杰·G·牛顿
罗杰·G·牛顿（英語：Roger G. Newton，1924年11月30日—2018年4月14日）是一位美籍德裔物理学家和科普作家，印第安纳大学教授，主要作品有《探求万物之理》（What Makes Nature Tick?）、《何为科学真理》（the truth of science: physical theories and reality）、《伽利略的钟摆：从时间的节律到物质的制造》（Galileo's Pendulum: From the Rhythm of Time to the Making of Matter）等。

## 生平
罗杰·G·牛顿1924年出生在魏瑪德国的兰茨贝格（现在的大波蘭地區戈茹夫），因其犹太血统受到盖世太保迫害，二战后移民美国，服兵役后进入哈佛大学就读，毕业后先后在普林斯顿高等研究院、印第安纳大学工作，2018离世。